# Perim
Perim (dawniej Majjun, arab. بريم, trb. Barim, trl. Barīm) – mała wyspa wulkaniczna położona w cieśninie Bab al-Mandab na południowy zachód od Płw. Arabskiego (12,657° N 43,415° E), administracyjnie należy do Jemenu. Powierzchnia wyspy wynosi ok. 13 km². Obecnie jest niezamieszkana, dawniej populacja wyspy liczyła nawet do 2 tys. mieszkańców. Ukształtowanie powierzchni skaliste i nizinne, wysokość maksymalna do 65 m n.p.m., wyspa pokryta jest skąpą roślinnością półpustynną. W południowo-zachodniej części Perim znajduje się stary port, natomiast na północy nieczynne lotnisko.

## Historia
Pierwszymi Europejczykami, którzy dotarli do wyspy w 1513 roku, byli Portugalczycy. W 1738 została zajęta przez Francuzów, a następnie w 1799 na krótko przez Brytyjczyków. W latach 1857–1936 ponownie w posiadaniu brytyjskim, wtedy też wyspa przeżywała okres rozkwitu, stanowiąc ważną bazę zaopatrującą statki w paliwo (głównie w węgiel, straciła swoje znaczenie gdy ropa stała się bardziej popularna). W latach 1967–1990 należała do Jemenu Południowego.